# أندريس باربيرو
أندريس باربيرو (بالإسبانية: Andrés Barbero)‏ هو عالم نبات باراغواياني، ولد في 28 يوليو 1877 في أسونسيون في باراغواي، وتوفي في 14 فبراير 1951 في بوينس آيرس في الأرجنتين.